# Округ Бакингхам (Вирџинија)
Бакингхам (енгл. Buckingham County) је округ у америчкој савезној држави Вирџинија.

## Демографија
По попису из 2010. године број становника је 17.146, што је 1.523 (9,7%) становника више него 2000. године.
| Група             | 2000.         | 2010.          |
| Белци             | 9.184 (58,8%) | 10.494 (61,2%) |
| Афроамериканци    | 6.102 (39,1%) | 6.014 (35,1%)  |
| Азијати           | 27 (0,2%)     | 63 (0,4%)      |
| Хиспаноамериканци | 126 (0,8%)    | 288 (1,7%)     |
| Укупно            | 15.623        | 17.146         |